# Црклада
Црклада (итал. Cerclada) је насељено место у саставу општине Вижинада у Истарској жупанији, Хрватска. До територијалне реорганизације у Хрватској налазили су се у саставу старе општине Пореч.

## Географија
Насеље се налази у унутрашњоасти западне Истре 2 км јужно од средишта олштине Вижинаде, а 17 км североисточно од Пореча. Налази се на државном путу Бује—Пула. Стзановници се баве пољопривредом (виноградарствоом и гајењем житарице и воћарством) и сточарством.

## Историја
У насељу постоји црква св. Ловре из 19. векa, коју је као готску капелу подигао Ђовани Факинети 1882. у помен за супругу Ану Вагати (како пише на прочељу капеле).

## Становништво
Према последњем попису становништва из 2011. године у насељу Црклада живело је 114 становника.
| година пописа  | 1857 | 1869 | 1880 | 1890 | 1900 | 1910 | 1921 | 1931 | 1948 | 1953 | 1961 | 1971 | 1981 | 1991 | 2001 | 2011 |
| бр. становника | 0    | 0    | 108  | 109  | 155  | 145  | 0    | 0    | 146  | 89   | 86   | 72   | 80   | 99   | 106  | 114  |

Напомена:У пописима 1857. 1869. 1921. и 1931. подаци су садржани у насељу Вижинада.